# Cataclysme polygramma
Cataclysme polygramma är en fjärilsart som beskrevs av George Francis Hampson 1907. Cataclysme polygramma ingår i släktet Cataclysme och familjen mätare. Inga underarter finns listade i Catalogue of Life.